# Albano Laziale
Albano Laziale és un municipi italià, situat a la regió de Laci i a la Ciutat metropolitana de Roma Capital. L'any 2022 tenia 39.482 habitants.

## Història
En època antiga s'anomenava Albanun (en grec antic Ἀλβανόν) i era una ciutat del Latium a la riba oest del Llac Albanus i a tocar de la Via Àpia, a unes 12 milles romanes de la ciutat de Roma. El seu nom actual encara és Albano (Laziale).
No es coneix l'existència d'un poble en aquest lloc en els primers temps, però formava part del territori d'Alba Longa, territori que molt després de la caiguda d'aquesta ciutat conservava encara el nom d'Albanus Ager. Cap al final de la República era el lloc de residència preferit dels nobles romans rics, que hi van construir vil·les molt magnificents. Se sap que en tenien allà Pompeu, Publi Clodi Pulcre, que va ser assassinat per Miló prop de la seva pròpia vil·la, Marc Juni Brut i Gai Escriboni Curió. Entre elles, la vil·la de Pompeu, anomenada segons l'idioma llatí Albanum Pompeii, sembla haver estat el més conspicu, i Ciceró en fa referència repetidament. Va caure després de la mort de Pompeu en mans de Dolabel·la, segons Ciceró, però sembla que finalment va passar a les d'August, que la va fer un dels seus llocs preferits, costum que van seguir els seus successors, segons Suetoni i Cassi Dió. Domicià va engrandir el lloc i en va fer la seva residència habitual, des d'on despatxava les seves ordres, i hi presentava espectacles de gladiadors i fins i tot convocava assemblees del senat. Les restes existents donen testimoni de l'extensió i la magnificència dels jardins i els edificis, i probablement en època de Domicià es va establir a Albanum un destacament permanent de la Guàrdia Pretoriana, que hi va construir un campament fortificat, com també tenia a Roma. La proximitat del campament a la ciutat feia que tingués molta importància, i els escriptors posteriors fins a l'època de Constantí mencionen amb freqüència aquest destacament. Segurament per l'existència d'aquest fort la residència imperial de Domicià s'anomenava «Arx Albana» ('Fortificació d¡Albanum'), segons diu Tàcit.
Al segle v va ser la seu d'un bisbat. Belisari la va ocupar quan preparava la defensa de Roma. Algunes de les antigues viles encara es conserven i també unes termes, l'amfiteatre, jardins (avui Villa Barberini), una part de les muralles, un porta del pretori i alguns sepulcres.

## Fills il·lustres
- Cesare De Sanctis (1830-1916), mestre de capella i compositor.
- Leopoldo Mastrigli (1856-1914), literat i compositor musical.